# Comuna Ivkî, Stara Sîneava
Ivkî (în ucraineană Івки) este o comună în raionul Stara Sîneava, regiunea Hmelnîțkîi, Ucraina, formată din satele Ivkî (reședința), Mîsiurivka și Travneve.

## Demografie
Componența lingvistică a comunei Ivkî
     Ucraineană (99,47%)
     Alte limbi (0,53%)
Conform recensământului din 2001, majoritatea populației comunei Ivkî era vorbitoare de ucraineană (99,47%), existând în minoritate și vorbitori de alte limbi.